# Liste des premiers joueurs en nombre de touchdowns à la réception par saison en NFL
Au football américain, la passe est, avec la course, l'une des principales actions utilisées pour gagner du terrain.
La liste des premiers joueurs en nombre de touchdowns à la réception sur une saison régulière de la NFL reprend, saison après saison, les meilleurs joueurs ayant réceptionné les passes venant de leur quarterback pour les transformer en touchdown (ceux inscrits lors des séries éliminatoires ne sont pas pris en compte).
Généralement, ceux-ci jouent au poste de wide receiver mais certains ont évolué ou évoluent comme tight end ou running back.
Don Hutson en est le recordman puisqu'il a été le meilleur de la ligue lors de neuf saisons.

## Liste des joueurs

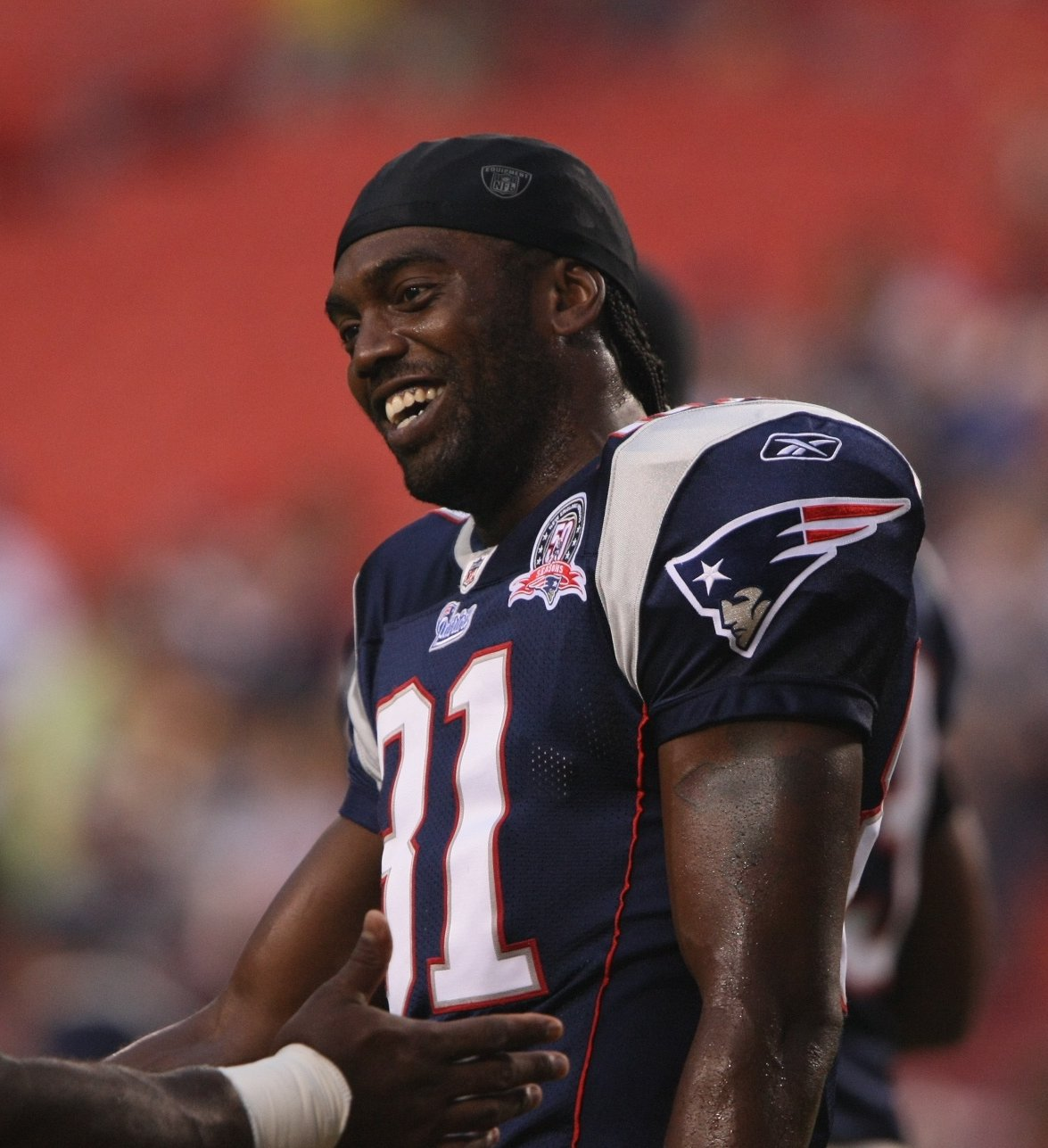
Randy Moss a été, à cinq reprises, meilleur receveur de la NFL au nombre de touchdowns inscrits sur une saison.

| Saison | Joueur               | Nb. | Équipe                             |
| ------ | -------------------- | --- | ---------------------------------- |
| 1932   | Ray Flaherty         | 5   | Giants de New York                 |
| 1933   | Dale Burnett (en)    | 3   | Bears de Chicago                   |
| 1933   | Ernie Caddel (en)    | 3   | Spartans de Portsmouth             |
| 1933   | Luke Johnsos (en)    | 3   | Bears de Chicago                   |
| 1933   | Bill Karr (en)       | 3   | Bears de Chicago                   |
| 1933   | Shipwreck Kelly (en) | 3   | Dodgers de Brooklyn                |
| 1933   | Johnny McNally (en)  | 3   | Packers de Green Bay               |
| 1933   | Kink Richards (en)   | 3   | Giants de New York                 |
| 1934   | Bill Hewitt          | 5   | Bears de Chicago                   |
| 1935   | Don Hutson           | 6   | Packers de Green Bay               |
| 1935   | Bill Karr            | 6   | Bears de Chicago                   |
| 1936   | Don Hutson           | 8   | Packers de Green Bay               |
| 1937   | Don Hutson           | 7   | Packers de Green Bay               |
| 1938   | Don Hutson           | 9   | Packers de Green Bay               |
| 1939   | Jim Benton (en)      | 7   | Rams de Cleveland                  |
| 1940   | Don Hutson           | 7   | Packers de Green Bay               |
| 1941   | Don Hutson           | 10  | Packers de Green Bay               |
| 1942   | Don Hutson           | 17  | Packers de Green Bay               |
| 1943   | Don Hutson           | 11  | Packers de Green Bay               |
| 1944   | Don Hutson           | 9   | Packers de Green Bay               |
| 1945   | Frank Liebel (en)    | 10  | Giants de New York                 |
| 1946   | Billy Dewell (en)    | 7   | Cardinals de Chicago               |
| 1947   | Ken Kavanaugh (en)   | 13  | Bears de Chicago                   |
| 1948   | Mal Kutner (en)      | 14  | Cardinals de Chicago               |
| 1949   | Tom Fears (en)       | 9   | Rams de Los Angeles                |
| 1949   | Ken Kavanaugh        | 9   | Bears de Chicago                   |
| 1949   | Hugh Taylor (en)     | 9   | Redskins de Washington             |
| 1950   | Bob Shaw (en)        | 12  | Cardinals de Chicago               |
| 1951   | Elroy Hirsch         | 17  | Rams de Los Angeles                |
| 1952   | Cloyce Box (en)      | 15  | Lions de Détroit                   |
| 1953   | Pete Pihos (en)      | 10  | Eagles de Philadelphie             |
| 1953   | Billy Wilson (en)    | 10  | 49ers de San Francisco             |
| 1954   | Harlon Hill (en)     | 12  | Bears de Chicago                   |
| 1955   | Harlon Hill          | 9   | Bears de Chicago                   |
| 1956   | Billy Howton         | 12  | Packers de Green Bay               |
| 1957   | Jim Mutscheller (en) | 15  | Colts de Baltimore                 |
| 1958   | Raymond Berry        | 9   | Colts de Baltimore                 |
| 1958   | Tommy McDonald       | 9   | Eagles de Philadelphie             |
| 1959   | Raymond Berry        | 14  | Colts de Baltimore                 |
| 1960   | Sonny Randle (en)    | 15  | Cardinals de Saint-Louis           |
| 1961   | Tommy McDonald       | 13  | Eagles de Philadelphie             |
| 1962   | Frank Clarke (en)    | 14  | Cowboys de Dallas                  |
| 1963   | Terry Barr (en)      | 13  | Lions de Détroit                   |
| 1963   | Gary Collins (en)    | 13  | Browns de Cleveland                |
| 1964   | Bobby Mitchell (en)  | 10  | Redskins de Washington             |
| 1964   | Johnny Morris (en)   | 10  | Bears de Chicago                   |
| 1964   | Bucky Pope (en)      | 10  | Rams de Los Angeles                |
| 1965   | Bob Hayes            | 12  | Cowboys de Dallas                  |
| 1965   | Dave Parks           | 12  | 49ers de San Francisco             |
| 1966   | Bob Hayes            | 13  | Cowboys de Dallas                  |
| 1967   | Homer Jones (en)     | 13  | Giants de New York                 |
| 1968   | Paul Warfield        | 12  | Browns de Cleveland                |
| 1969   | Lance Rentzel (en)   | 12  | Cowboys de Dallas                  |
| 1970   | Dick Gordon (en)     | 13  | Bears de Chicago                   |
| 1971   | Dick Gordon          | 11  | Dolphins de Miami                  |
| 1972   | Gene Washington (en) | 12  | 49ers de San Francisco             |
| 1973   | Harold Jackson (en)  | 13  | Rams de Los Angeles                |
| 1974   | Cliff Branch         | 13  | Raiders d'Oakland                  |
| 1975   | Mel Gray (en)        | 11  | Cardinals de Saint-Louis           |
| 1975   | Lynn Swann           | 11  | Steelers de Pittsburgh             |
| 1976   | Cliff Branch         | 12  | Raiders d'Oakland                  |
| 1977   | Nat Moore (en)       | 12  | Dolphins de Miami                  |
| 1978   | John Jefferson (en)  | 13  | Chargers de San Diego              |
| 1979   | Stanley Morgan       | 12  | Patriots de la Nouvelle-Angleterre |
| 1980   | John Jefferson       | 13  | Chargers de San Diego              |
| 1981   | Alfred Jenkins (en)  | 13  | Falcons d'Atlanta                  |
| 1981   | Steve Watson         | 13  | Broncos de Denver                  |
| 1982   | Wes Chandler (en)    | 9   | Chargers de San Diego              |
| 1983   | Roy Green (en)       | 14  | Cardinals de Saint-Louis           |
| 1984   | Mark Clayton (en)    | 18  | Dolphins de Miami                  |
| 1985   | Jerry Rice           | 15  | 49ers de San Francisco             |
| 1986   | Jerry Rice           | 15  | 49ers de San Francisco             |
| 1987   | Jerry Rice           | 22  | 49ers de San Francisco             |
| 1988   | Mark Clayton (en)    | 14  | Dolphins de Miami                  |
| 1989   | Jerry Rice           | 17  | 49ers de San Francisco             |
| 1990   | Jerry Rice           | 13  | 49ers de San Francisco             |
| 1991   | Jerry Rice           | 14  | 49ers de San Francisco             |
| 1992   | Sterling Sharpe      | 13  | Packers de Green Bay               |
| 1993   | Jerry Rice           | 15  | 49ers de San Francisco             |
| 1993   | Andre Rison          | 15  | Falcons d'Atlanta                  |
| 1994   | Sterling Sharpe      | 18  | Packers de Green Bay               |
| 1995   | Cris Carter          | 17  | Vikings du Minnesota               |
| 1995   | Carl Pickens (en)    | 17  | Bengals de Cincinnati              |
| 1996   | Michael Jackson (en) | 14  | Ravens de Baltimore                |
| 1996   | Tony Martin (en)     | 14  | Chargers de San Diego              |
| 1997   | Cris Carter          | 13  | Vikings du Minnesota               |
| 1998   | Randy Moss           | 17  | Vikings du Minnesota               |
| 1999   | Dwayne Bowe          | 13  | Vikings du Minnesota               |
| 2000   | Randy Moss           | 15  | Vikings du Minnesota               |
| 2001   | Terrell Owens        | 16  | 49ers de San Francisco             |
| 2002   | Terrell Owens        | 13  | 49ers de San Francisco             |
| 2003   | Randy Moss           | 17  | Vikings du Minnesota               |
| 2004   | Muhsin Muhammad      | 16  | Panthers de la Caroline            |
| 2005   | Marvin Harrison      | 12  | Colts d'Indianapolis               |
| 2005   | Steve Smith          | 12  | Panthers de la Caroline            |
| 2006   | Terrell Owens        | 13  | Cowboys de Dallas                  |
| 2007   | Randy Moss           | 23  | Patriots de la Nouvelle-Angleterre |
| 2008   | Larry Fitzgerald     | 12  | Cardinals de l'Arizona             |
| 2008   | Calvin Johnson       | 12  | Lions de Détroit                   |
| 2009   | Vernon Davis         | 13  | 49ers de San Francisco             |
| 2009   | Larry Fitzgerald     | 13  | Cardinals de l'Arizona             |
| 2009   | Randy Moss           | 13  | Patriots de la Nouvelle-Angleterre |
| 2010   | Dwayne Bowe          | 15  | Chiefs de Kansas City              |
| 2011   | Rob Gronkowski       | 17  | Patriots de la Nouvelle-Angleterre |
| 2012   | James Jones          | 14  | Packers de Green Bay               |
| 2013   | Jimmy Graham         | 16  | Saints de La Nouvelle-Orléans      |
| 2014   | Dez Bryant           | 16  | Cowboys de Dallas                  |
| 2015   | Doug Baldwin         | 14  | Seahawks de Seattle                |
| 2015   | Brandon Marshall     | 14  | Jets de New York                   |
| 2015   | Allen Robinson       | 14  | Jaguars de Jacksonville            |
| 2016   | Jordy Nelson         | 14  | Packers de Green Bay               |
| 2017   | DeAndre Hopkins      | 13  | Texans de Houston                  |
| 2018   | Antonio Brown        | 15  | Steelers de Pittsburgh             |
| 2019   | Kenny Golladay       | 11  | Lions de Détroit                   |
| 2020   | Davante Adams        | 18  | Packers de Green Bay               |
| 2021   | Cooper Kupp          | 16  | Rams de Los Angeles                |